# Isla Patrulla
Isla Patrulla, també coneguda com a Villa María Isabel, és una localitat de l'Uruguai ubicada al nord-oest del departament de Treinta y Tres. Té una població aproximada de 200 habitants, segons dades del cens del 2004.
Es troba a 193 metres sobre el nivell del mar.
| 1963 | 1975 | 1985 | 1996 | 2004    |
| ---- | ---- | ---- | ---- | ------- |
| 327  | 233  | 210  | 200  | {{{5}}} |